# 258.ª Divisão de Infantaria (Alemanha)
A 258ª Divisão de Infantaria (em alemão:258. Infanterie-Division) foi uma unidade militar que serviu no Exército alemão durante a Segunda Guerra Mundial.

## Comandantes
| Comandante                           | Data                                          |
| ------------------------------------ | --------------------------------------------- |
| Generalleutnant Walther Wollmann     | 1 de setembro de 1939 - 1 de agosto de 1940   |
| Generalleutnant Dr. Waldemar Henrici | 15 de agosto de 1940 - 2 de outubro de 1941   |
| Generalleutnant Karl Pflaum          | 9 de outubro de 1941 - 19 de janeiro de 1942  |
| Generalleutnant Hanskurt Höcker      | 19 de janeiro de 1942 - 1 de outubro de 1943  |
| Generalleutnant Eugen Bleyer         | 1 de outubro de 1943 - 4 de setembro de 1944  |
| Oberst Rudolf Hielscher              | 4 de setembro de 1944 - ? de setembro de 1944 |

## Oficiais de operações
| Major Ernst Stübichen             | 1939-20 de setembro de 1940                  |
| Oberstleutnant Hans-Jochen Pflanz | 20 de setembro de 1940-1 de setembro de 1943 |
| Oberstleutnant Ernst von Bila     | 1 de setembro de 1943-agosto de 1944         |

## Área de operações
| Alemanha                       | setembro de 1939 - novembro de 1939 |
| Frente Ocidental               | novembro de 1939 - maio de 1940     |
| França                         | maio de 1940 - junho de 1941        |
| Frente Oriental, setor central | junho de 1941 - agosto de 1943      |
| Frente Oriental, setor sul     | agosto de 1943 - setembro de 1944   |